# Pavol Barabáš
Pavol Barabáš (ur. 13 września 1959 w Trenczynie) – słowacki reżyser, autor filmów górskich i podróżniczych, właściciel studia filmowego K2 Studio. Uczestniczył z kamerą w wielu wyprawach do najdalszych zakątków świata – m.in. poszukiwał nietkniętych przez cywilizację plemion w Nowej Gwinei (film Pururambo), eksplorował jedną z największych jaskiń świata w Wenezueli (Tepuy) i brał udział w pierwszym przejściu Gór Ellswortha na Antarktydzie (przygotowywany film Neznáma Antarktída). W jego twórczości ważne miejsce zajmują także filmy poświęcone górom Słowacji.
Za swoje filmy otrzymał ponad 180 nagród na festiwalach słowackich i zagranicznych, m.in. Trento Film Festival, Banff Mountain Film Festival i Vancouver International Mountain Film Festival. Był nagradzany także w Polsce, na Przeglądzie Filmów Górskich im. Andrzeja Zawady w Lądku-Zdroju oraz na Spotkaniach z Filmem Górskim w Zakopanem. W 2003 roku otrzymał prestiżową nagrodę Krištáľové krídlo, przyznawaną największym osobowościom Słowacji.

## Najważniejsze filmy
- 1996: Ladakh, Karakoram Highway, Cez divoký Baltistan,
- 1997: 80 metrov pod vrcholom,
- 1998: 118 dní v zajatí ledu, Pod Kančendžongou je ich domov, Budhizmus na streche sveta,
- 1999: Za hranicami tmy,
- 2001: Tajomné membramo,
- 2002: Expedícia Sibír,
- 2003: Tatry mystérium (Tatrzańskie misterium), Mustang, Omo,
- 2005: Amazonia Vertical, Pururambo,
- 2006: Premeny Tatier (Przemiany Tatr), Tepuy,
- 2007: Vysoké Tatry – Divočina zamrznutá v čase (Wysokie Tatry – kraina zatrzymana w czasie),
- 2009: Ticho nad oblakmi (Cisza nad obłokami).